# جیمز آموس
جیمز آموس (انگلیسی: James F. Amos؛ زادهٔ ۱۲ نوامبر ۱۹۴۶) ژنرال خلبان بازنشسته سپاه تفنگداران دریایی ایالات متحده آمریکا است، که در فاصله سال‌های ۲۰۱۰ تا ۲۰۱۴ به‌عنوان سی و پنجمین فرمانده سپاه تفنگداران دریایی فعالیت می‌کرد.
آموس فعالیت نظامی را از سال ۱۹۷۰ در نیروی دریایی ایالات متحده آمریکا آغاز کرد و در سال ۱۹۸۱ به سپاه تفنگداران دریایی پیوست و فعالیت خود را به‌عنوان خلبان جنگنده اف-۴ فانتوم ادامه داد.
وی از ۲۰۰۲ تا ۲۰۰۴ فرماندهی بال ۳ هوایی تفنگداران دریایی را برعهده داشت، در فاصله سال‌های ۲۰۰۴ تا ۲۰۰۶ فرمانده نیروی دوم تفنگداران دریایی اعزامی بود،  از ۲۰۰۶ تا ۲۰۰۸ به‌عنوان معاون توسعه رزم سپاه تفنگداران دریایی آمریکا فعالیت می‌کرد و از ۲۰۰۸ تا ۲۰۱۰ جانشین فرمانده سپاه تفنگداران دریایی بود.

## زندگی آموزش
ابن طيار، الصحراء العزيزة، فلاد آموس F.۱۲ نوفمبر ۱۹۴۶
علم اقتصاد ۱۹۴۶علم اقتصاد, وندل (آیداهو).او از آن فارغ التحصیل شد دانشگاه آیداهو در سال ۱۹۷۰ با
بود. کارشناسی علوم,درجه در,دانش مالی.f>جیمز آموس علم اقتصادو به عنوان پرچمدار در منصوب شد,نیروی دریایی ایالات متحده آمریکا,از طریق سپاه آموزش افسران ذخیره نیروی دریایی در ۲۳ ژانویه علم اقتصادو به عنوان پرچمدار در منصوب شد,نیروی دریایی ایالات متحده آمریکا,از طریق سپاه آموزش افسران ذخیره نیروی دریایی در ۲۳ ژانویه ۱۹۷۰.